# العلاقات الساموية المالطية
العلاقات الساموية المالطية هي العلاقات الثنائية التي تجمع بين ساموا ومالطا.

## مقارنة بين البلدين
هذه مقارنة عامة ومرجعية للدولتين:
| وجه المقارنة                                              | ساموا                        | مالطا                                                     |
| --------------------------------------------------------- | ---------------------------- | --------------------------------------------------------- |
| المساحة (كم2)                                             | 2.84 ألف                     | 316                                                       |
| عدد السكان (نسمة)                                         | 196.44 ألف                   | 465.29 ألف                                                |
| الكثافة السكانية (ن./كم²)                                 | 69.17                        | 147.24 ألف                                                |
| العاصمة                                                   | أبيا                         | فاليتا                                                    |
| اللغة الرسمية                                             | لغة إنجليزية، اللغة الساموية | اللغة المالطية، لغة إنجليزية                              |
| العملة                                                    | تالا ساموي                   | يورو، ليرة مالطية                                         |
| الناتج المحلي الإجمالي (بليون دولار)                      | 856.63 مليون                 | 12.54 مليار                                               |
| الناتج المحلي الإجمالي (تعادل القوة الشرائية) بليون دولار | 1.15 مليار                   | 14.68 مليار                                               |
| الناتج المحلي الإجمالي الاسمي للفرد دولار أمريكي          | 3.94 ألف                     | 22.60 ألف                                                 |
| الناتج المحلي الإجمالي للفرد دولار أمريكي                 | 5.79 ألف                     |                                                           |
| مؤشر التنمية البشرية                                      | 0.702                        | 0.839                                                     |
| رمز المكالمات الدولي                                      | +685                         | +356                                                      |
| رمز الإنترنت                                              | .ws                          | .mt                                                       |
| المنطقة الزمنية                                           | ت ع م+13:00                  | توقيت وسط أوروبا، ت ع م+01:00، ت ع م+02:00، أوروبا/مالطا ‏ |

## منظمات دولية مشتركة
يشترك البلدان في عضوية مجموعة من المنظمات الدولية، منها:
| علم المنظمة | اسم المنظمة                               | تاريخ انضمام ساموا | تاريخ انضمام مالطا |
| ----------- | ----------------------------------------- | ------------------ | ------------------ |
|             | يونسكو                                    | 3 أبريل 1981       | 10 فبراير 1965     |
|             | وكالة ضمان الاستثمار متعدد الأطراف        | 27 سبتمبر 2002     | 12 سبتمبر 1990     |
|             | الأمم المتحدة                             | 15 ديسمبر 1976     | 1 ديسمبر 1964      |
|             | دول الكومنولث                             | ?                  | ?                  |
|             | الاتحاد البريدي العالمي                   | ?                  | ?                  |
|             | البنك الدولي للإنشاء والتعمير             | 28 يونيو 1974      | 26 سبتمبر 1983     |
|             | الاتحاد الدولي للاتصالات                  | 7 أكتوبر 1988      | 1965               |
|             | منظمة حظر الأسلحة الكيميائية              | ?                  | ?                  |
|             | مؤسسة التمويل الدولية                     | 28 يونيو 1974      | 1 يونيو 2005       |
|             | المركز الدولي لتسوية المنازعات الاستشارية | 25 مايو 1978       | 3 ديسمبر 2003      |
|             | منظمة التجارة العالمية                    | ?                  | ?                  |
|             | منظمة الشرطة الجنائية الدولية             | ?                  | ?                  |

## وصلات خارجية
- موقع وزارة الخارجية المالطية